# Puy-de-Serre

Puy-de-Serre este o comună în departamentul Vendée, Franța. În 2009 avea o populație de 302 de locuitori.